# 琼·希利
琼·希利（英語：Jean Shiley，1911年11月20日—1998年3月11日），美国女子田径运动员，主攻跳高。她曾代表美国参加1928年和1932年夏季奥林匹克运动会田径比赛，其中1932年奥运会获得一枚金牌。